# Александра Романић
Александра Романић (Загреб, 14. август 1958) југословенска је и немачка пијанисткиња и универзитетска професорка, једна од доминирајућих југословенских извођача класичне музике 80-их година.
Рођена је у Загребу, и већ као 16-годишњакиња примљена на клавирске студије на Московском конзерваторијуму Петар Иљич Чајковски у престижну класу проф. Вере Горностаеве. 1981 је дипломирала са најбољом одликом (лат. summa cum laude). Након завршетка магистарског студија 1985 додељена јој је Фулбрајтова стипендија, која јој је омогућила даљи студиј на „Џулијард“ (енгл. Juilliard School) школи у Њујорку код проф. Ђерђа Шандора (мађ. György Sándor). Наградама на међународним такмичењима Александри Романић је започела међународну каријеру с концертним турнејама по Шпанији, Француској, Чешкој, Мађарској, Малти, Русији и Сједињеним Државама.
Ова призната уметница је свирала са свим великим оркестрима бивше Југославије. Наступала је на великим фестивалима: Дубровачке летње игре, Интер форум Будимпешта, Малта фестивал, Загребачко лето, Љубљански фестивал. Настали су бројни радио- и телевизијски снимци у бившој Југославији, САД и Русији, као и продукције за Дискотон.
Као професорка клавира Александра Романић је предавала на Музичкој академији Универзитета у Сарајеву, граду који ју је 1990 одликовао са највишом културном наградом, Шестоаприлском наградом града Сарајева, а који је она је 1992 морала да напусти због предстојећег рата, преселивши се у Минхен.
Водила је мајсторске курсеве на неколико универзитета у САД, на међународној летњој школи у Валети, Малта, а предавала је и на Музичкој академији Универзитета у Загребу и на Тринити колеџу Универзитета у Даблину (енгл. Trinity College). Од свог пресељења у Минхен са великим успехом је наступала на музичком фестивалу у Шлезвиг-Холштајну и Ричард Штраус фестивалу у Гармиш-Партенкирхену.
Репертоар Александре Романић обухвата стандардне радове соло- и камерне музике и концертну клавирску литературу од барока до данас, а специјалност јој је руска музичка школа, дела Чајковског, Рахмањинова, Прокофјева и Скрјабина.